# Stamptjärnen, Härjedalen
Stamptjärnen är en sjö i Härjedalens kommun i Härjedalen och ingår i Ljusnans huvudavrinningsområde.